# Wieża Bismarcka w Świdwinie
Wieża Bismarcka w Świdwinie – wieża Bismarcka znajdująca się na wzgórzu na skraju Parku Miejskiego w Świdwinie. Obecnie nie jest dostępna do zwiedzania.

## Historia
Wieża powstała z inicjatywy miejscowego Związku Upiększania. Wieżę zaprojektował i wykonał mistrz murarski Franz Brewing. Kamień węgielny położono 1 kwietnia 1911 roku. 17 września 1911 roku odbyło się uroczyste otwarcie wieży.
Konstrukcja jest postawiona na kwadratowym cokole o boku długości 6,62 m z wmurowanymi czterema parami drzwi. Po ich otwarciu można było wejść po krętych schodach na obszerną platformę widokową z metalowym koszem obserwacyjnym. Budowla ma wysokość 22 metrów. 
Przez lata w dniu 1 kwietnia przy wieży odbywały się uroczystości z okazji urodzin kanclerza.

## Dane techniczne
- wysokość: 22 metry
- wykonanie: cegła i granit
- ukończenie budowy 1911 r.